# Steven Univers Viitor
Steven Univers Viitor (engleză Steven Universe Future) este un serial animat american creat de Rebecca Sugar pentru Cartoon Network și servește ca un epilog al serialului Steven Univers și filmului Steven Univers: Filmul. A avut premiera pe 7 decembrie 2019 și finalul pe 27 martie 2020.
Serialul se concentrează pe urmările evenimentelor din Steven Univers, unde oamenii și Nestematele coexistă în armonie după sfârșitul războiului dintre Nestematele de cristal și Lumea de acasă. Fără amenințările Diamantelor sau Nestematele corupte, Steven trebuie să facă față provocărilor cotidiene care vin în continuare cu viața sa acum relativ pașnică și să pună la îndoială obiectivele sale de viață.
La fel ca serialul original, Steven Univers Viitor a fost apreciat de critici pentru design, muzică, voci, caracterizarea și proeminența temelor LGBT fiind lăudate. Serialul a fost evidențiat pentru abordarea problemelor pe care unii le-au avut cu seria originală și pentru alegerea sa unică de a se concentra pe urmările punctului culminant al poveștii principale.
În România, serialul a avut premiera pe 6 septembrie 2021 pe canalul Cartoon Network.

## Episoade
| Premiera originală | Premiera în România | N/o | Titlu român               | Titlu englez           |  |
| ------------------ | ------------------- | --- | ------------------------- | ---------------------- |  |
|                    |                     |     |                           |                        |  |
| 07.12.2019         | 06.09.2021          | 01  | Mica școală de acasă      | Little Homeschool      |  |
| 07.12.2019         | 06.09.2021          | 02  | Îndrumare                 | Guidance               |  |
| 07.12.2019         | 07.09.2021          | 03  | Boboci                    | Rose Buds              |  |
| 07.12.2019         | 07.09.2021          | 04  | Volei                     | Volleyball             |  |
| 14.12.2019         | 08.09.2021          | 05  | Azurit                    | Bluebird               |  |
| 14.12.2019         | 08.09.2021          | 06  | Un episod special         | A Very Special Episode |  |
| 21.12.2019         | 09.09.2021          | 07  | Zi cu zăpadă              | Snow Day               |  |
| 21.12.2019         | 09.09.2021          | 08  | Nu fi trist               | Why So Blue?           |  |
| 28.12.2019         | 10.09.2021          | 09  | Mica absolvire            | Little Graduation      |  |
| 28.12.2019         | 10.09.2021          | 10  | O pereche țepoasă         | Prickly Pair           |  |
| 06.03.2020         | 13.09.2021          | 11  | În vise                   | In Dreams              |  |
| 06.03.2020         | 13.09.2021          | 12  | Relaxare cu Bismuth       | Bismuth Casual         |  |
| 13.03.2020         | 14.09.2021          | 13  | Împreună pentru totdeauna | Together Forever       |  |
| 13.03.2020         | 14.09.2021          | 14  | Dureri de creștere        | Growing Pains          |  |
| 20.03.2020         | 15.09.2021          | 15  | Dl. Univers               | Mr. Universe           |  |
| 20.03.2020         | 15.09.2021          | 16  | Fragmente                 | Fragments              |  |
| 27.03.2020         | 16.09.2021          | 17  | Înapoi spre casă          | Homeworld Bound        |  |
| 27.03.2020         | 16.09.2021          | 18  | Totul e bine              | Everything's Fine      |  |
| 27.03.2020         | 17.09.2021          | 19  | Eu sunt monstrul meu      | I Am My Monster        |  |
| 27.03.2020         | 17.09.2021          | 20  | Viitorul                  | The Future             |  |